# Acacia flocktoniae
Acacia flocktoniae é uma espécie de leguminosa do gênero Acacia, pertencente à família Fabaceae.